# Kaninchenberg (Saarbrücken)
Koordinaten: 49° 13′ 46,4″ N, 7° 1′ 28,9″ O

Mauerreste auf dem Kaninchenberg

Kaninchenberg – Grotte

Der Saarbrücker Distrikt Kaninchenberg (früher auch Rebenberg und Stromberg genannt) ist mit 228 ha der mit Abstand zweitgrößte Distrikt innerhalb des Stadtteils St. Johann in Saarbrücken.
Der Waldanteil beträgt 8,5 %. Die Einwohnerzahl beträgt 1675 Einwohner (Stand: 31. Januar 2018). Der Bevölkerungsschwund innerhalb der letzten 16 Jahre lag mit über 15 % deutlich über dem städtischen Durchschnitt. Die Arbeitslosigkeit ist mit 10,1 % deutlich höher als in den übrigen Distrikten dieses Stadtteils (6,6 %) und auch höher als die der Gesamtstadt (9,5 %).
Auf dem namengebenden Kaninchenberg (265 m ü. NHN) finden sich die kaum bekannten Überreste eines fürstlichen Lustschlosses. Das Schloss wurde 1722 unter Graf Carl Ludwig von Nassau-Saarbrücken erbaut und während der französischen Revolution 1793 zerstört.
Früher gab es am Kaninchenberg auch zwei Brunnen: den Strummersbrunnen und den Holzbrunnen. Diese waren Zuflüsse des Kieselbaches. Die Brunnen sind mittlerweile trockengelegt worden.
Am Kaninchenberg befindet sich der Saarbrücker Bahn-Haltepunkt Saarbrücken Ost.

## Zerstörungen durch Tornado im Jahr 2024
Am 30. Juni 2024 wurde der Kaninchenberg vermutlich von einem Tornado getroffen. Ab der Spitze des Berges zieht sich eine mehrere hundert Meter lange Schneise durch den Wald, in der zahlreiche Bäume entwurzelt oder umgestürzt sind. In der Folge mussten Teile des Wegenetzes und des Geländes aus Sicherheitsgründen gesperrt werden. Die Freigabe erfolgte nach umfangreichen Aufräumarbeiten durch das Amt für Stadtgrün und Friedhöfe der Landeshauptstadt Saarbrücken.